# Ángel Herrero (Fußballspieler, 1942)
Ángel Herrero Morales (* 1. März 1942 in Zamora; † 12. Januar 2014 in Gijón) war ein spanischer Fußballspieler.

## Karriere

### Vereine
Herrero begann in der seinerzeitigen Talentschmiede von Real Madrid, in der klubeigenen Amateurmannschaft AD Plus Ultra mit dem Fußballspielen und kam für diese bis 1962, zuletzt in der Segunda División, der zweithöchsten Spielklasse im spanischen Fußball, zum Einsatz.
Dem Jugendalter entwachsen wechselte er 1962 zur UP Langreo. Für den Zweitligaaufsteiger, bei dem er sich zum Stammspieler entwickelte, bestritt er seine ersten 27 Punktspiele im Seniorenbereich und erzielte sieben Tore. Danach spielte er für den Ligakonkurrenten Racing Santander, bei dem ihm jedoch nicht der Durchbruch vergönnt war und er lediglich sechsmal in der zweiten Liga eingesetzt wurde. Für den Zweitligisten Atlético Ceuta kam er in der Saison 1964/65 in keinem Punktspiel zum Einsatz. Daraufhin schloss er sich dem Madrider Stadtteilverein Rayo Vallecano an, für den er zwei Jahre lang spielte und zwei Tore in 51 Punktspielen erzielte.
Es folgte von 1967 bis 1973 die längste Vereinszugehörigkeit; Herrero spielte nunmehr für Sporting Gijón, für den er 90 Zweitligaspiele bestritt und zwei Tore erzielte. Am Ende seiner dritten Saison für den Verein stieg er mit seiner Mannschaft 1970 in die Primera División auf. In dieser debütierte er am 13. September 1970 (1. Spieltag) bei der 0:2-Niederlage im Auswärtsspiel gegen Celta Vigo; von 30 Saisonspielen bestritt er 25, blieb jedoch ohne Torerfolg. In der Folgesaison bestritt er vier und in seiner letzten kein einziges Punktspiel.
Im Alter von 31 Jahren kehrte er dorthin zurück, wo für ihn als Senior alles begann – ins asturische Langreo. Für die dort ansässige Unión Popular de Langreo bestritt er in der Saison 1973/74 allerdings kein Punktspiel in der drittklassigen Tercera División RFEF.

### Nationalmannschaft
Mit der Amateurnationalmannschaft Spaniens nahm er am Wettbewerb um den UEFA Amateur Cup teil. In der zweiten Auflage 1969/70 ging er mit seiner Mannschaft als Sieger aus der Gruppe 2 hervor und gelangte in der Endrunde mit dem 6:0-Sieg über die Amateurnationalmannschaft Italiens ins Finale. Da die Finalbegegnung am 3. Juli 1970 in Forte dei Marmi gegen die Amateurnationalmannschaft der Niederlande mit 1:1 n. V. keinen Sieger fand, wurde das Spiel einen Tag später an selber Stätte wiederholt. In diesem setzte er sich mit seiner Mannschaft mit 2:1 durch.

## Erfolge
- Europameister der Amateure 1970
- Aufstieg in die Primera División 1970

## Sonstiges
Nach dem Ende seiner Spielerkarriere blieb Herrero in Gijón und war auch nach seinem Ruhestand noch in seiner Versicherungsvermittlung aktiv. Er erlag im Alter von 71 Jahren einem Lungenödem; er hinterließ seine Ehefrau Raquel und seine drei Töchter.